# Ehrenberg (Hohnstein)
Ehrenberg ist ein Ortsteil von Hohnstein im Landkreis Sächsische Schweiz-Osterzgebirge.

## Geographie
Ehrenberg liegt östlich der sächsischen Landeshauptstadt Dresden im Norden der Sächsischen Schweiz. Es befindet sich im Nordosten des Landkreises Sächsische Schweiz-Osterzgebirge. Das Waldhufendorf, dessen Ortsbild zahlreiche Dreiseithöfe und die Kirche bestimmen, liegt im Tal des Ehrenberger Bachs, der in den Schwarzbach mündet.
Vor allem Hanglagen in den Randgebieten der Gemarkung Ehrenberg sind bewaldet. Der weitaus größte Teil der rund 1135 Hektar umfassenden Flur wird landwirtschaftlich genutzt. Benachbart sind die Hohnsteiner Ortsteile Ulbersdorf im Südosten, Lohsdorf im Süden, Hohnstein im Westen und Cunnersdorf im Nordwesten. Zudem grenzen mit Polenz im Norden und Krumhermsdorf im Osten zwei Ortsteile von Neustadt in Sachsen an.
Die wichtigste Straße auf Ehrenberger Flur ist die Hauptstraße, die dem Verlauf des Ehrenberger Bachs folgt und zusammen mit der Neustädter Straße den Dorfkern erschließt. Direkte Straßenverbindungen bestehen in Richtung der Nachbarorte Hohnstein, Cunnersdorf, Krumhermsdorf und Lohsdorf. Ehrenberg ist an das Busnetz des Regionalverkehrs Sächsische Schweiz-Osterzgebirge (RVSOE) angeschlossen.

## Kirche
Die evangelische Kirche ist eine schlichte Saalkirche mit Dreiachtelschluss aus dem 16. Jahrhundert; Restaurierungen erfolgten in den Jahren 1833, 1894 (wobei der Innenraum stark verändert wurde) sowie in den 1960er Jahren (innen) und 1985 (außen). Das Bauwerk ist ein verputzter Bruchsteinbau mit kleinen rundbogigen Fenstern, der von Strebepfeilern umgeben ist und von einem Satteldach mit hohem verschiefertem Dachreiter und einer Wetterfahne mit der Jahreszahl 1732 bekrönt wird.
Im Innern ist das Bauwerk flachgedeckt, eingeschossige Emporen umgeben den Innenraum an drei Seiten. Ein Triumphbogen in Schiffsbreite vermittelt zum Chor. Die Ausstattung ist ebenso wie die Emporen und Decken auf das Jahr 1894 datiert. Das ehemalige Altargemälde mit dem Abendmahl aus dem Jahr 1603 ist an der Ostwand aufgehängt. Die vermutlich vollständige Raumausmalung aus dem 19. Jahrhundert wurde überstrichen. Die Orgel der Firma Eule Orgelbau stammt aus den Jahren 1880/81.